# Chrysler Valiant
Der Chrysler Valiant war ein von der Chrysler Australia Ltd. von 1962 bis 1981 produziertes Automobil der Mittelklasse.
Ursprünglich handelte es sich beim Chrysler Valiant um eine unveränderte Übernahme des 1959 in den USA eingeführten Plymouth Valiant. Später entwickelte Chrysler Australia eigene Karosserien, verwendete eigene Motoren und konzipierte eigene Modellvarianten. Der Chrysler Valiant wurde in Australien, Neuseeland und Südafrika vermarktet. Mit der Übernahme von Chrysler Australia durch Mitsubishi im Jahre 1981 wurde die Valiant-Produktion beendet, das bereits in Planung befindliche Modell 1980, das dem amerikanischen Dodge St. Regis ähnlich gesehen haben soll, wurde gestrichen.

## Baureihen in chronologischer Abfolge

### Serie R (1962)
Chrysler Australia brachte 1960 einen US-Valiant zu Erprobungszwecken nach Australien. Als schwierig stellte sich die Umrüstung auf Rechtslenkung heraus, da der Reihensechszylinder leicht nach rechts geneigt eingebaut war.
Das Serienmodell, der Chrysler Valiant der R-Serie, wurde im Januar 1962 unter Teilnahme des damaligen australischen Premierministers offiziell präsentiert und ging bald darauf, überwiegend aus amerikanischen Komponenten bestehend, in Serie.
Der Valiant war ein guter Kompromiss aus nicht zu ausladenden Abmessungen und Geräumigkeit und fand auf dem australischen Markt sofort gute Aufnahme. Die von Virgil Exner gestaltete Karosserie wirkte nach damaligen Begriffen modern, aber auch etwas verspielt, bis hin zu der imitierten Reserveradabdeckung im Kofferraumdeckel.
Angetrieben wurde der erste Chrysler Valiant von einer 145 PS starken Version des Chrysler Slant Six-Reihensechszylinders mit 3,7 Litern Hubraum. Die Konkurrenten Holden und Ford boten damals lediglich 75 bzw. 85 PS. An Getrieben standen ein manuell zu schaltendes Dreiganggetriebe mit Mittelschalthebel oder die Chrysler-TorqueFlite-Dreigangautomatik zur Verfügung, die über Drucktasten rechts am Armaturenbrett betätigt wurde.
Die R-Serie war das erste australische Auto mit Drehstrom-Lichtmaschine. Die Vorderräder waren nicht über Schraubenfedern, sondern über Torsionsstäbe gefedert. Gebremst wurde über hydraulisch betätigte Trommelbremsen.
Der Chrysler Valiant kostete 1229 australische Pfund; in den zwei Monaten, in denen die R-Serie produziert wurde, liefen 1008 Exemplare vom Band.

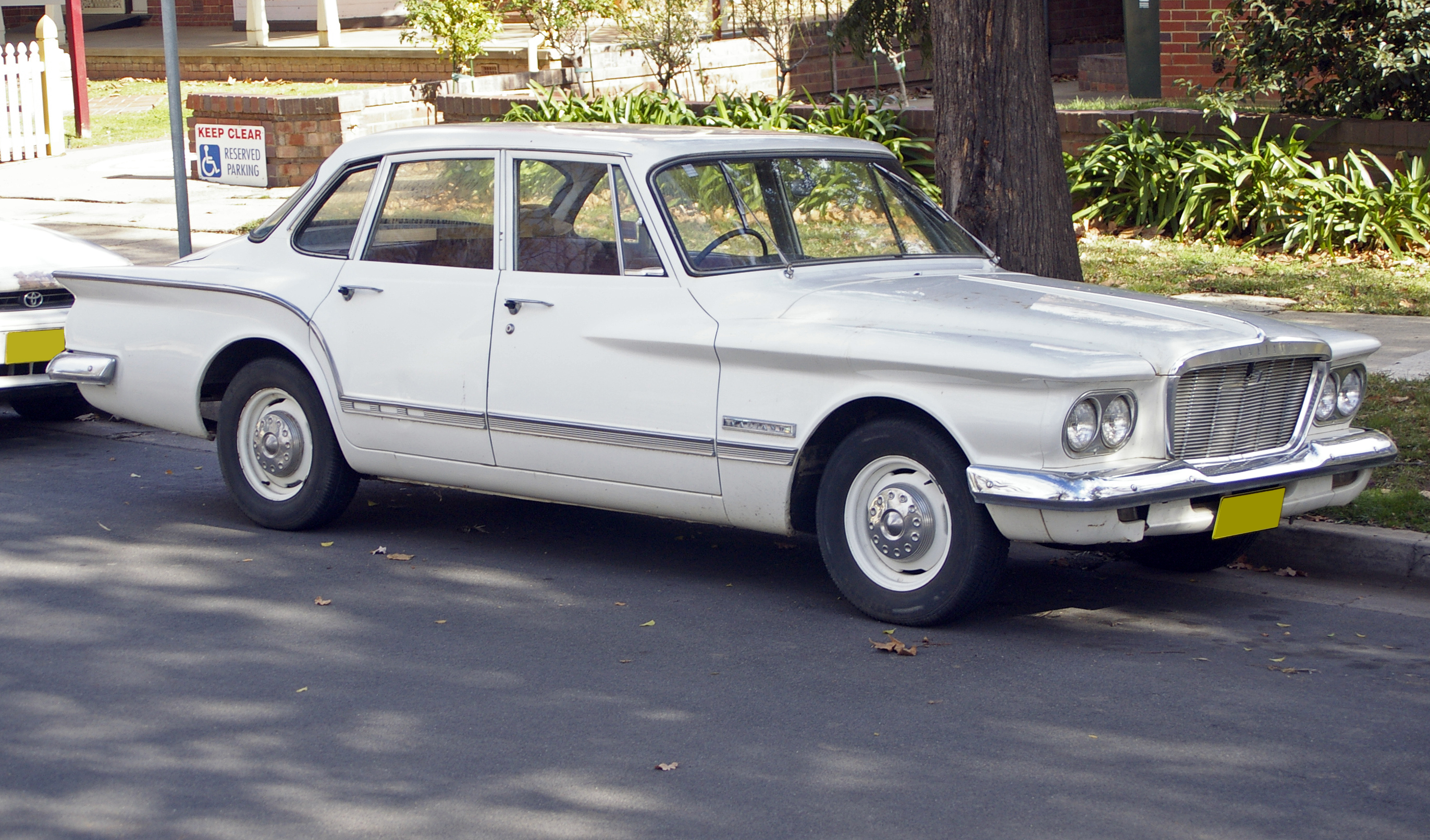
Chrysler Valiant S

### Serie S (1962/63)
Bereits im März 1962 ließ Chrysler der Serie R die nur wenig veränderte Serie S folgen. Die Änderungen waren überwiegend kosmetischer Natur; die Pseudo-Reserveradabdeckung auf dem Kofferraumdeckel machte einem Chromemblem mit VALIANT-Schriftzug Platz, die zuvor schräg gestellten, ovalen Heckleuchten wichen runden Einheiten, die Chromstreifen an den Flanken wurden geändert und der Kühlergrill erhielt ein gröberes Gittermuster.
Von der Serie S wurden bis zum Frühjahr 1963 10.009 Einheiten montiert, davon 5496 mit Automatik und 4513 mit Schaltgetriebe.

### Serie AP5 (1963–1965)
Am 30. Mai 1963 lief der erste Chrysler Valiant aus echter australischer Produktion vom Band (R- und S-Serie waren lediglich mit aus den USA stammenden Teilen in Australien montiert worden), der AP5. Das AP in der Modellbezeichnung stand dementsprechend für Australian Production. Im Vorjahr hatte Chrysler mit dem Bau eines für die Valiant-Produktion bestimmten Werks in Südaustralien begonnen, das eine jährliche Kapazität von 50.000 Autos aufwies.
Der AP5 war ein komplett neuer Entwurf, der mit dem amerikanischen Valiant nur sechs Karosseriebleche gemein hatte. Der Karosserieentwurf fiel, dem Stil der Zeit entsprechend, kantiger und simpler aus als bei den Vorgängern. Die abgesetzten Vorderkotflügel und angedeuteten Heckflossen von R- und S-Serie gehörten der Vergangenheit an.
Im November 1963 ergänzte ein AP5-Kombi unter der Bezeichnung Valiant Safari die Valiant-Limousine, und der Valiant Regal erschien als besser ausgestattete Modellvariante.
Das Basismodell kostete 1220 Pfund, 35 Pfund weniger als der alte S. Vom AP5 entstanden insgesamt 49.400 Exemplare.

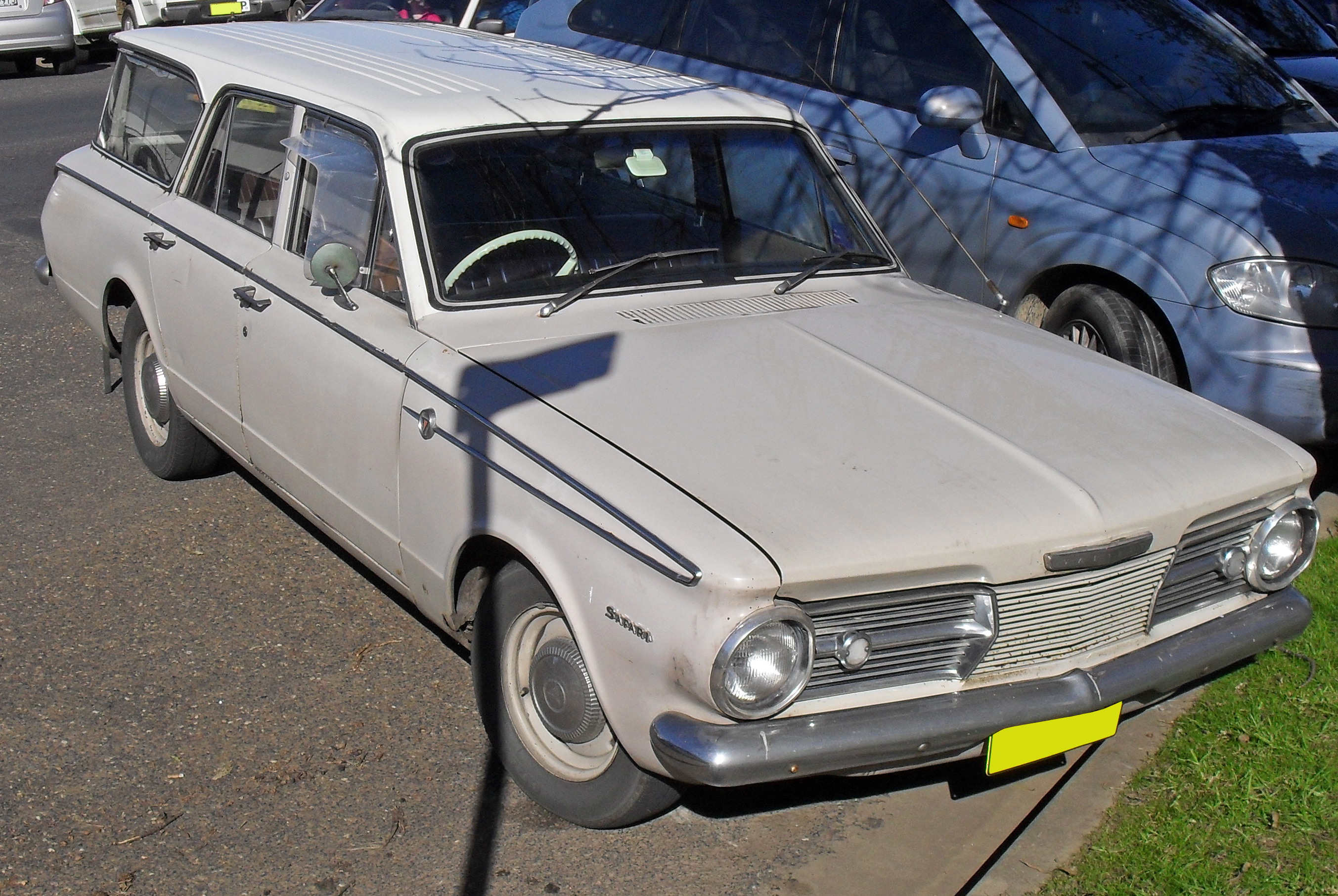
Chrysler Valiant Safari AP6

### Serie AP6 (1965/66)
Im März 1965 kam der Valiant der Serie AP6 auf den Markt, das erste australische Auto, das es (ab August 1965) auch mit V8 gab, und zwar dem 4,5-Liter von Plymouth. Die Maschine leistete 180 PS und verlieh dem Valiant eine Höchstgeschwindigkeit von 175 km/h. Den V8 gab es gegen Aufpreis nur in den Valiant Regal-Modellen, die jetzt zudem mit Vinyldach und zweifarbigem Lenkrad ausgestattet waren. Die Automatik wurde nicht mehr über Druckknöpfe, sondern über einen konventionellen Wählhebel an der Lenksäule bedient.
Neu am AP6 waren ferner die selbstnachstellenden Trommelbremsen und Acryllacke auf Emaillebasis – damals die fortschrittlichste Lackart. Die Nockenwelle des Sechszylinders wurde überarbeitet, was das Drehmoment erhöhte.
Optisch entsprach der AP6 fast vollständig dem Vorgänger AP5. Hauptunterschied war ein geteilter Kühlergrill, der demjenigen der US-Valiants des Modelljahres 1965 stark ähnelte. Zudem lief die seitliche Zierkante auf dem vorderen Kotflügel dünner aus. Die Chromleisten am Basismodell liefen die Zierkanten entlang und reichten am Heck bis zur seitlichen Fuge des Kofferraumdeckels, beim Regal verliefen sie, wie beim Vorgänger, in Höhe der Türmitte.
Im Rahmen der Serie AP6 erschien außerdem der Wayfarer-Pick-up, der erste Ute von Chrysler Australia.
Chrysler hatte Probleme, der starken Nachfrage nach dem AP6 Herr zu werden, da im Werk pro Schicht nur 200 Wagen hergestellt werden konnten. Kunden mussten bis zu vier Monate auf ihren Valiant warten. Die Preise reichten von 2500 bis 3650 australischen Dollar.

### Serie VC (1966/67)
Der Valiant der Serie VC erschien im März 1966. Obwohl er sich in technischer Hinsicht kaum vom Vorgänger unterschied, trug er ein gänzlich neues, kantiges Karosseriedesign im Stil der amerikanischen Chrysler-Modelle. Der Wagen wirkte sehr modern und länger und flacher als der Vorgänger, obwohl er in Wahrheit nicht länger war als dieser.
Die Front kennzeichnete ein breiterer, einfacher gehaltener Kühlergrill, die Heckpartie fiel eckiger aus und besaß jetzt senkrecht angeordnete Heckleuchten. Die Serien- und Sicherheitsausstattung wurde erweitert. Ab Ende 1966 waren für die V8-Modelle gegen Aufpreis vordere Scheibenbremsen erhältlich.
Auch der VC stand als viertürige Limousine, fünftüriger Safari-Kombi und als Wayfarer-Pick-Up in den Preislisten. Wie zuvor gab es Basismodelle (nur mit Sechszylinder) und den Regal. Die Versionen mit V8 entsprachen in ihrer Ausstattung zwar dem Regal, hießen aber einfach Valiant V8 bzw. Safari V8.
Ab 1966 übernahm Chrysler Australia innerhalb des Konzerns die Aufgabe, alle Rechtslenkermodelle weltweit (mit Ausnahme Südafrikas) zu stellen, und der Valiant VC war der erste australische Valiant, den es in Großbritannien zu kaufen gab; er wurde im Oktober 1966 auf dem Londoner Autosalon eingeführt. Die Modellbezeichnungen in Großbritannien wichen von denjenigen in Australien ab.
Vom Valiant der Serie VC wurden 65.634 Stück hergestellt.

### Serie VE (1967–1969)
Der im Oktober 1967 vorgestellte Valiant der Serie VE war komplett neu und teilte sich einzelne Karosserieteile mit dem amerikanischen Plymouth Valiant und dem dortigen Dodge Dart. Er fiel noch kantiger aus als der Vorgänger, saß auf einem längeren Radstand und war länger und geräumiger als der VC. Das Dach war flacher gestaltet, die Heckscheibe konkav geformt.
Die Ausstattung wurde beim VE weiter angereichert. Motorseitig wurde der 3,7 l-Reihensechszylinder mit 145 PS um eine Variante mit Doppelvergaser, schärferer Nockenwelle und überarbeitetem Auspuff ergänzt, die 160 PS leistete. Auch der 4,5 l-V8 wurde in einigen Details geändert.
Weitere Verbesserungen betrafen einen vergrößerten 64-Liter-Tank, kürzere Schaltwege am manuellen Getriebe, die Verlegung des Abblendschalters vom Fußraum an das Armaturenbrett und leiser laufende Scheibenwischer. Der Sicherheit dienten Zweikreisbremsen mit Tandem-Hauptzylinder, Sicherheitsfelgen mit verstärkten Kränzen, vordere Sicherheitsgurte und (bei den V8-Modellen) vordere Servo-Scheibenbremsen.
Den VE gab es wie zuvor als Limousine, Kombi und Ute, dazu auch als Luxusversion namens VIP. Der VIP besaß einen luxuriöser ausgestatteten Innenraum und serienmäßig den 4,5 l-V8.
Der Valiant VE errang als erster Chrysler den von der australischen Zeitschrift Wheels vergebenen Titel "Auto des Jahres".
Insgesamt wurden vom Valiant VE 68.688 Stück gefertigt.

### Serie VF (1969/70)
Im März 1969 führte Chrysler den Valiant VF ein. Wie beim Schritt vom AP6 zum VC behielt auch der VF die Grundform des Vorgängers bei, wurde aber an Front und Heck geändert. Auffälligste Neuerung war der konvex statt konkav geformte Kühlergrill. Die vorderen Blinker saßen an ungewöhnlicher Position im vorderen Rand der Kotflügel, daher konnten die Stoßstangen des VF dünner und kürzer gestaltet werden, wodurch wiederum die Rundscheinwerfer größer erschienen und die gesamte Frontpartie aggressiver wirkte.
Wie zuvor gab es Basis- und Regal-Ausführungen. Neu war hingegen der Valiant Regal 770; auch den VIP gab es wieder, mit noch umfangreicherer Ausstattung. Alle VF erhielten ein gepolstertes Armaturenbrett und eine Sicherheitslenksäule.
Unter der Motorhaube ersetzte ein 5,2-l-V8 den bisherigen 4,5-Liter, der Sechszylinder wurde auf bis zu 129 kW (175 PS) gebracht. Die Kraft überträgt weiterhin ein Dreiganggetriebe oder die TorqueFlite-Dreigangautomatik.
Ganz neu war ein mit dem VF eingeführtes zweitüriges Hardtop-Coupé – ein Entwurf, der sich am amerikanischen Dodge Dart orientierte. Mit einer Länge von über 5 Metern war er der längste Zweitürer, der je in Australien gebaut wurde. Chrysler kombinierte das Hardtop mit der Frontpartie des VF und der Kabine und Heck des US-Dodge Dart.

#### Pacer
Bislang hatte Chrysler Australia den Jugendmarkt außen vor gelassen und keine auf junge Leute zugeschnittenen sportlichen Modelle angeboten. Das sollte sich ändern, als Chrysler Mitte 1969 als Sportvariante den viertürigen Valiant Pacer einführte. Der Pacer bot für relativ wenig Geld viel Image und einen Hochleistungs-Sechszylinder samt Dreigangschaltung. Äußere Merkmale des VF-Pacer waren der Verzicht auf Chromschmuck, Kühlergrill in Rot/Schwarz, Sportradkappen, die wie Aluminiumräder aussehen sollten, spezielle Zierstreifen und Pacer 225-Embleme (die Zahl 225 wies auf die Hubraumgröße in Kubikzoll hin) und eine breite Auswahl an knalligen Farben. Den karg ausgestatteten Innenraum dominierten Sportsitze, weiße Instrumentenblätter mit schwarzen Markierungen und ein auf dem Armaturenbrett sitzender Drehzahlmesser. Dem Pacer fehlte zwar die V8-Power seiner australischen Konkurrenten, war aber immerhin 180 km/h schnell und mit 2798 Dollar gut 400 Dollar billiger als etwa ein Holden Monaro GTS. Angetrieben wurde der Pacer von einer höher verdichteten Version des bewährten 3,7 l-Reihensechszylinders, die mit Doppelvergaser auf 130 kW bei 4500/min kam. Verzögert wurde mit Servounterstützung über vier gerippte Trommelbremsen, die meisten Kunden waren aber klug genug, die aufpreispflichtigen vorderen Scheibenbremsen zu ordern. Das Fahrwerk entsprach dem Basis-Valiant, der Wagen war aber 125 mm niedriger gelegt und hatte einen vorderen Querstabilisator. Gegen Aufpreis gab es ein Selbstsperrdifferenzial mit einer Achsübersetzung von 3,23:1 oder 2,92:1. Die australischen Fachblätter waren des Lobes für den Pacer voll; im Test sprintete der Pacer in 10,5 Sekunden von 0 auf 100 km/h und legte die Viertelmeile mit stehenden Start in 17,5 Sekunden bei einer Endgeschwindigkeit von 178 km/h zurück.
Vom Valiant der Serie VF wurden insgesamt 52.944 Stück hergestellt; Chrysler erreichte im Jahr 1969 in Australien einen Marktanteil von 13,7 %.

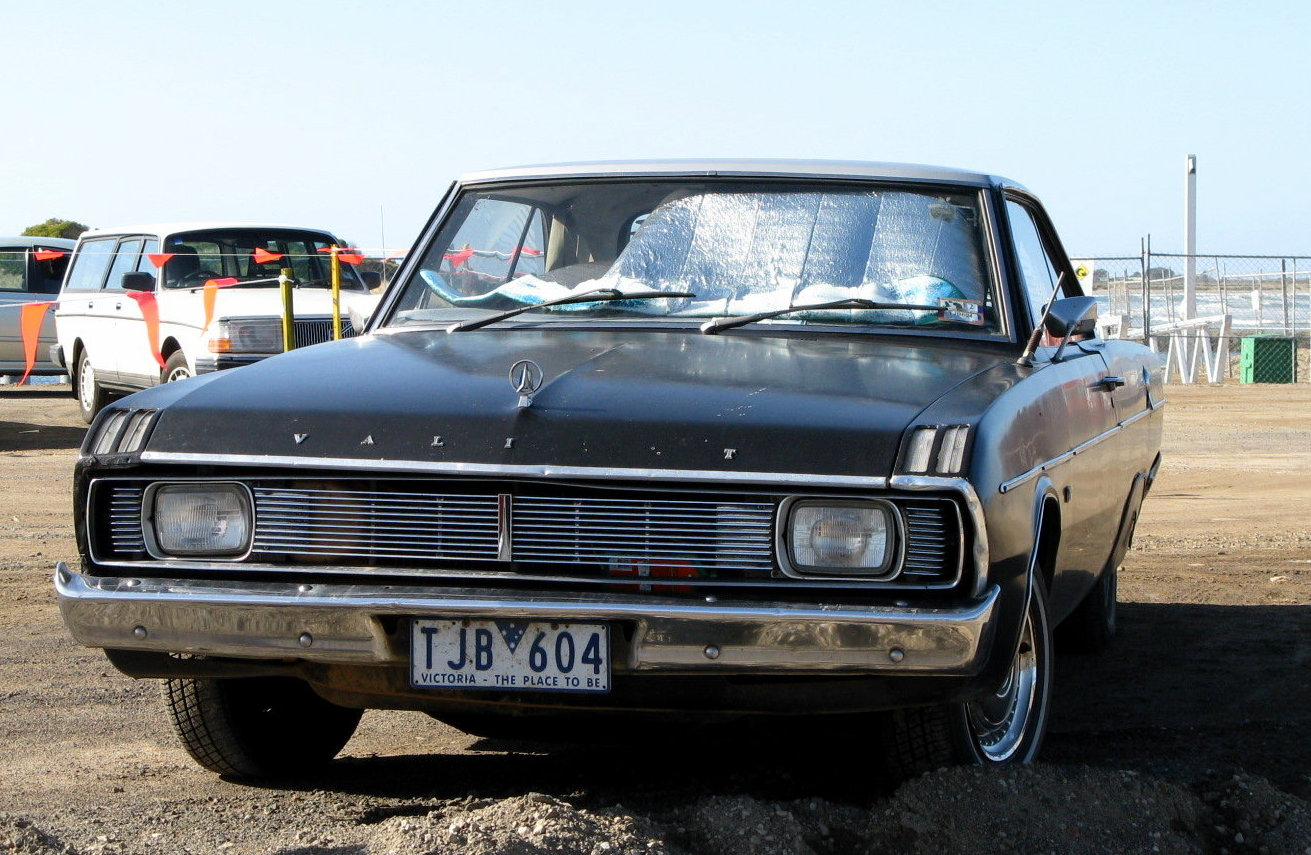
Chrysler Valiant VG

### Serie VG (1970/71)
Im August 1970 erfolgte die Einführung des VG-Valiant, einer erneut leicht geänderten Version der VE-Grundkarosserie. Haupterkennungsmerkmal waren die Rechteckscheinwerfer anstelle der traditionellen runden Einheiten, die Blinker saßen, wie beim VF, integriert im vorderen Rand der Kotflügel. Der Kühlergrill war etwas einfacher gestaltet als beim VF und auch am Heck konnte man an Chromleisten und Heckleuchten kleine Differenzen gegenüber dem Vorgänger ausmachen. Wiederum wurden Limousine, Kombi, Ute und Hardtop in den Ausstattungsstufen wie zuvor angeboten.
Größte Neuerung am VG-Valiant war der Entfall des altbewährten Slant Six-Reihensechszylinders zugunsten eines neuen 4,0 l-Reihensechsers (245 Kubikzoll) mit (laut Werk) hemisphärischen Brennräumen, weswegen die Maschine bald den Spitznamen Hemi erhielt.
Dieser Vierliter-Hemi-Sechszylinder leistete 165 PS und kam auf ein Drehmoment von 323 Nm.
Die sportliche Pacer-Limousine gab es auch wieder, allerdings jetzt mit dem neuen Hemi-Vierliter in verschiedenen Leistungsstufen:
- Basis-Pacer mit Doppelvergaser, 185 PS
- Option E31: „Two Barrel Track Pack“-Doppelvergaser und -krümmer, erhöhte Bohrung (4,1 Liter Hubraum), spezielle Nockenwelle, kleinerer Ventilator, 195 PS
- Option E34: „Four Barrel Track Pack“-Doppel-Registervergaser und -krümmer, spezielle Nockenwelle, erhöhte Bohrung (4,1 Liter Hubraum), Schwingungsdämpfer, Zweischeibenkupplung, manueller Choke, größerer Kühler, kleinerer Ventilator, verstärkte Motorlager, Hochdruck-Ölpumpe, 235 PS
- Option E35: wie E34, dazu verstärkte Pleuellager, keine Leistungsangabe

Den Pacer der Serie VG gab es erst- und letztmals auch mit der Karosserie des Hardtop; vom Hardtop mit der Option E31 und E35 wurden je drei Exemplare hergestellt, die Option E34 erhielt kein einziges.
Da Chryslers Philosophie darin bestand, nur australische Komponenten zu verwenden und kein einheimischer Hersteller ein passendes Vierganggetriebe bieten konnte, musste sich der Pacer mit einem Dreiganggetriebe begnügen.
Der Valiant der Serie VG wurde insgesamt 46.374 mal gebaut.

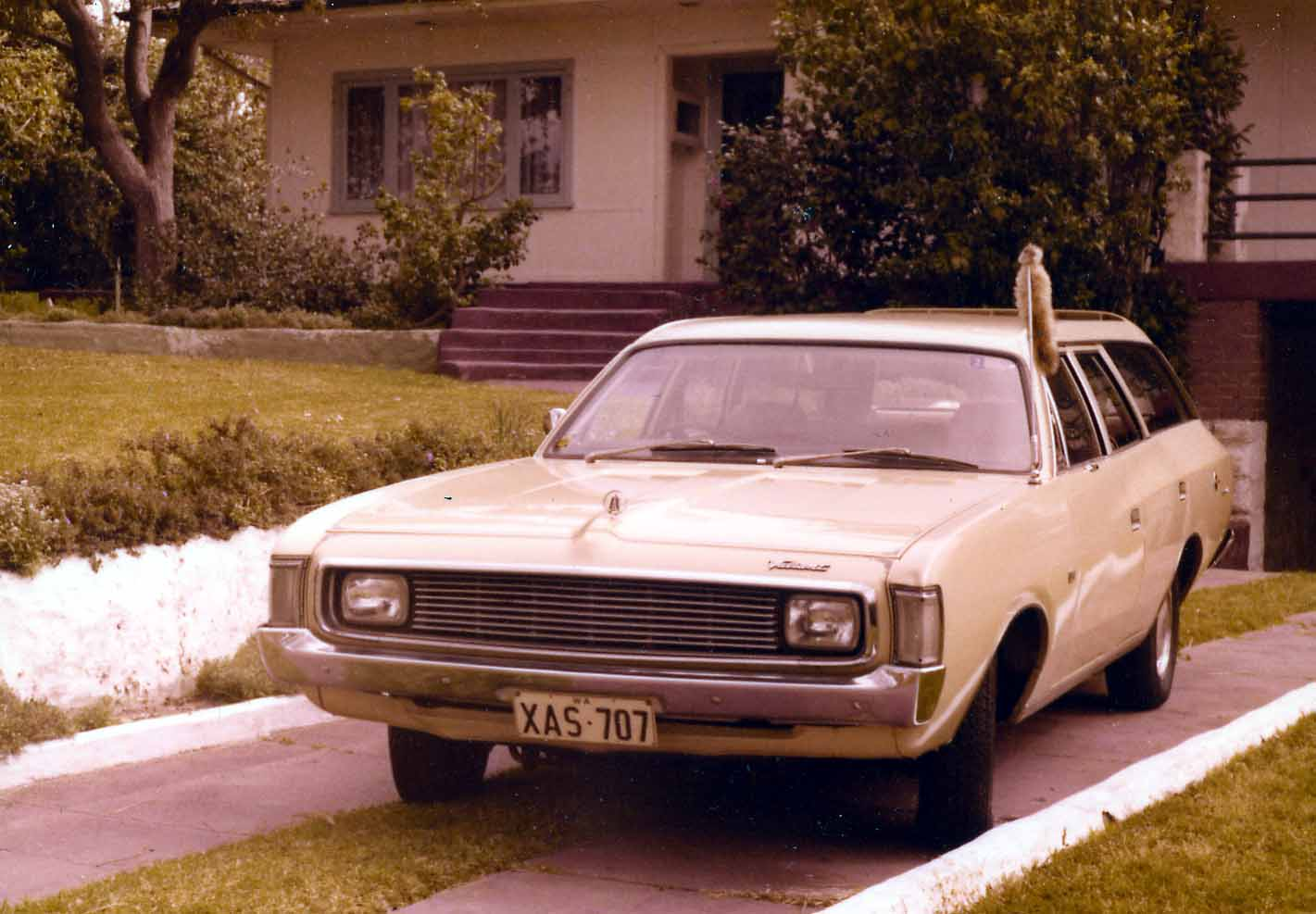
Chrysler Valiant VH Kombi

### Serie VH (1971–1973)
Den Valiant der Serie VH präsentierte Chrysler im Juni 1971. Das neue Modell besaß eine komplett neue, gewachsene Karosserie, deren Design darauf angelegt war, wuchtig zu wirken. Die Gestaltung der Frontpartie des VH mit umlaufender Chromkante und eingezogenem Grill und Scheinwerfern fand seine Vorbilder in den damaligen US-amerikanischen Chrysler-Modellen.
Lieferbar waren Limousine, Hardtop-Coupé, Kombi und Ute, dazu der neue Charger.
Unter der Haube taten weiter die Hemi-Reihensechszylinder ihren Dienst, allerdings in vergrößerter und stärkerer Form. Der neue Hemi-Motor war jetzt 4,3 Liter groß und leistete je nach Version bis zu 35 PS mehr als die vorherigen Vierliter. Die Basisversion kam jetzt auf 203 PS.
Den 5,2 l-V8 (318 Kubikzoll) gab es weiterhin, in manchen Modellen war auf Wunsch auch ein 265 PS starker 5,9 l-V8 (360 Kubikzoll) lieferbar.

#### VH Pacer
Den Pacer gab es auch als VH, allerdings wieder nur als Viertürer. Vom VH-Pacer entstanden 1647 Stück; Merkmale waren lebhafte Lackfarben, schwarzlackierte Motorhaube und schwarze Zierstreifen und eine stärkere Version des 4,3 l-Hemi-Motors, die 160 kW bei 4800/min und 374 Nm bei 3000/min leistete. Damit kam der Pacer in 7,6 Sekunden auf 100 km/h und erreichte eine Höchstgeschwindigkeit von 185 km/h. Der Pacer stellte somit Australiens schnellste Limousine mit Sechszylindermotor dar, ein Rekord, der 17 Jahre lang Bestand haben sollte. Die Tage des Pacer als Performance-Flaggschiff von Chrysler Australia waren allerdings gezählt, denn mit dem VH stellte das Werk Chryslers wohl bekanntestes Auto vor, den Valiant Charger.

#### Valiant Charger
Hauptartikel: Chrysler Valiant Charger

Beim Valiant Charger handelte es sich um ein Fließheck-Coupé auf der verkürzten Plattform der Valiant-Limousine. Der Charger wurde von der Zeitschrift Wheels zum "Auto des Jahres" 1971 gewählt und fand dank seiner gelungenen Form großen Zuspruch bei Presse und Kundschaft.
Den VH-Charger gab es in vier Ausführungen: Basis, XL, 770 und als extra sportlichen R/T. Wheels maß für den Charger R/T in E38-Version 14,8 Sekunden für die stehende Viertelmeile und hielt eine Zeit von 14,5 Sekunden für ohne weiteres möglich.
Die bekanntesten Hochleistungs-Charger waren die Six-Pack-Ausführungen. Six-Pack stand für die drei Weber-Doppelvergaser, die dem Hemi-Motor aufgepflanzt wurden und die für seinerzeit bei Sechszylindern unerhörte Leistungen sorgten.
Der Charger R/T E38 besaß einen 4,3 l-Hemi-Sechszylinder mit 280 PS; die Ausführungen E37 und E48 stellten die zivilen Six-Pack-Versionen dar. 1972 wurde der E38 durch den stärkeren und mit einem Vierganggetriebe ausgerüsteten Charger R/T E49 ersetzt. Alle E49 wurden mit einem sogenannten Track Pack-Paket ausgeliefert, 21 Exemplare besaßen dazu einen 159 Liter fassenden Tank für Langstreckenrennen, der beinahe den gesamten Kofferraum füllte. Den Motor des E49 kennzeichneten Sportauspuff, Nockenwelle, Pleuel, Kolben, Kolbenringe, Kurbelwelle und Ventilfedern in Spezialausführung, dazu Zweischeibenkupplung und natürlich die drei 45 mm-Weber-Doppelvergaser. Chrysler gab die Leistung dieser Maschine mit 302 PS an, und da der Charger mit 1360 kg relativ leicht war, sorgte sie für fulminante Beschleunigung. Typische Zeiten für die stehende Viertelmeile lagen zwischen 14,1 und 14,5 Sekunden – das nächstschnelle australische Auto, der Ford Falcon GTHO, kam auf 15,2 bis 15,6 Sekunden. Vom Charger R/T E49 entstanden lediglich 149 Exemplare, und er gilt in Australien als Muscle-Car-Legende.
Während bei den VH-Charger die Six-Pack-Modelle die erste Geige spielten, gab es aber auch einen Achtzylinder-Charger, der recht gut bei Kräften war; der E55 mit seinem 275 PS starken 5,4 l-V8 (340 Kubikzoll) kam in 7,2 Sekunden auf 100 km/h, legte die stehende Viertelmeile in 15,5 Sekunden zurück und war bis zu 195 km/h schnell. Auch diese Version ist mit 125 gebauten Exemplaren sehr selten.

#### Serie CH/Chrysler by Chrysler
Hauptartikel: Chrysler by Chrysler

Im Rahmen der Valiant VH-Serie wurde auch ein neues Luxusmodell als Nachfolger des Chrysler VIP eingeführt, der sogenannte Chrysler by Chrysler der CH-Serie. Dieses Modell baute auf der um 10 cm verlängerten Plattform des VH auf (Radstand 292 statt 282 cm) und maß in der Länge genau fünf Meter. Merkmale waren die geänderte Front mit Doppelscheinwerfern, eine abgeänderte Heckpartie und eine reichhaltigere Ausstattung. Mit diesem Modell zielte Chrysler auf die Luxusmodelle der einheimischen Konkurrenz, namentlich die Holden Statesman und Caprice und die Ford Fairlane und LTD.
Im Oktober 1971 gesellte sich der viertürigen Limousine ein zweitüriges Hardtop-Coupé auf deren verlängertem Radstand hinzu.
Vom Valiant der Serie VH wurden in allen Varianten (inklusive Charger und Chrysler by Chrysler) 67.800 Stück gebaut.

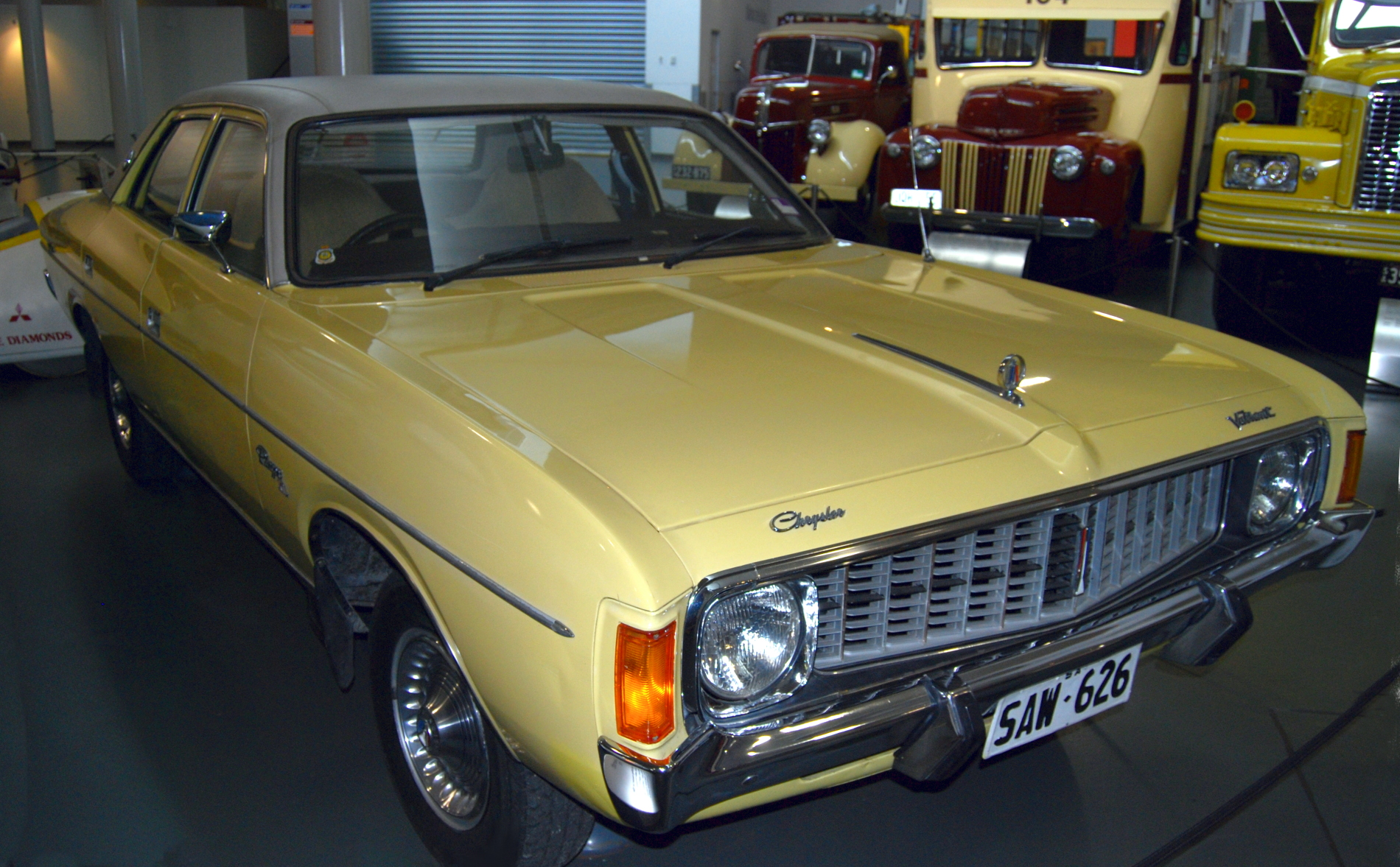
Chrysler Valiant VJ

### Serie VJ (1973–1975)

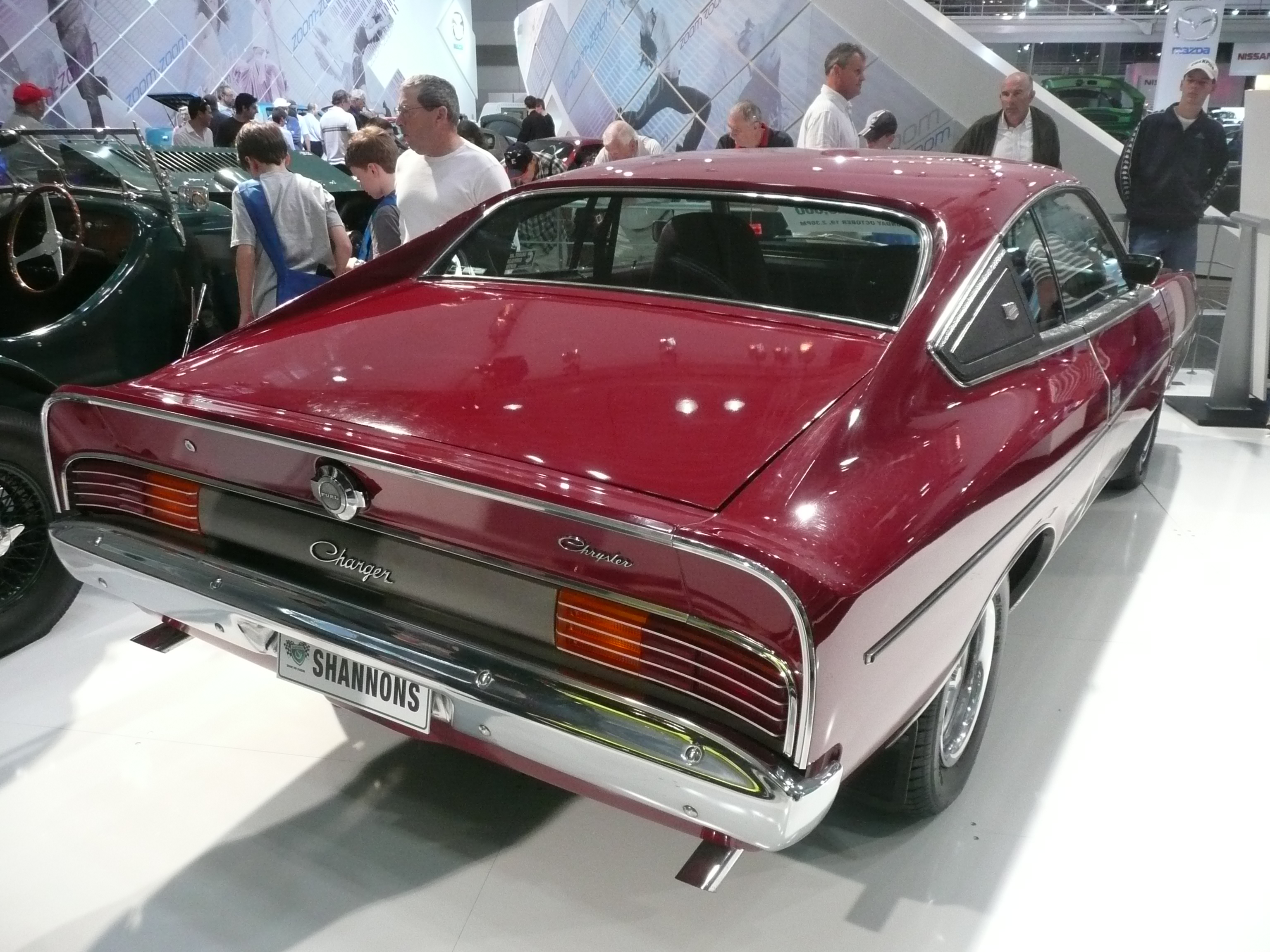
Chrysler Charger VK

Im Mai 1973 stellte Chrysler die nächste Valiant-Generation vor, den VJ. Bei diesem handelte es sich um einen VH mit Facelift, das so gelungen ausfiel, dass der VJ mit 90.865 Stück der bestverkaufte Valiant insgesamt wurde.
Die Rechteckscheinwerfer des VG/VH machten den klassischen Rundscheinwerfern Platz, die deren Vorgänger besessen hatten. Zwischen den Scheinwerfern saß ein geänderter Kühlergrill mit acht senkrechten Stäben. Die Limousinen erhielten neue Heckleuchten; beim Charger und den Kombis blieben sie unverändert.
Trotz der geringen äußerlichen Unterschiede wiesen die VJ-Valiant zahlreiche technische Neuerungen auf, etwa elektronische Zündung, verbesserten Rostschutz und Mittelschalthebel. Ab Juli 1974 waren auch vordere Scheibenbremsen, Rückstrahler in den Türen, abschließbares Handschuhfach und Automatik-Sicherheitsgurte in allen Versionen serienmäßig.
Den VJ gab es als Limousine, Kombi, Ute, Hardtop und Charger, Pacer und Charger R/T wurden allerdings aus dem Programm genommen. Ein Charger E48 mit Six-Pack-Motor wurde aber weiterhin angeboten, und im Sommer 1973 wurden etwa 6 VJ-Charger in E49-Version gebaut. Auch der Charger E55 mit V8-Maschine blieb lieferbar.
Im August 1974 wurde eine auf 500 Stück limitierte Sonderserie des Charger aufgelegt, der Charger Sportsman. Merkmale waren die rote Sonderlackierung mit breiten seitlichen Zierstreifen in Weiß und weißem Dach, rot-weiße Stoffsitzbezüge, 4,3 l-Motor und Vierganggetriebe.

### Serie VK (1975/76)
Im Oktober 1975 kam der Valiant der Serie VK auf den Markt, der dem Vorgängermodell VJ überaus ähnlich sah. Nicht einmal den Kühlergrill hatte man geändert, abgesehen davon, dass der Kunststoffeinsatz bei einigen Modellen grau oder weiß, bei anderen in Schwarz ausgeführt war.
Beim Charger der Serie VK entfiel die Bezeichnung Valiant, er hieß jetzt einfach Chrysler Charger.
Die Heckleuchten der Ranger- und Regal-Limousinen und des Charger waren jetzt identisch; sie ähnelten den Einheiten am VJ, entbehrten aber der Chromzier und waren dafür, nach Mercedes-Art, gerippt, um die Gläser sauber zu halten.
Ein neues Extra für den Regal war die Fuel-Pacer-Option, die den Unterdruck im Ansaugtrakt maß und den Fahrer gegebenenfalls über kleine, auf den vorderen Kotflügeln sitzende Leuchten darauf hinwies, dass er gerade viel Sprit verbrauchte.
Im Innenraum wurden die Heizungshebel geändert und ein an der Lenksäule sitzender Kombischalter für Beleuchtung und Scheibenwischer eingeführt. Im Basismodell Ranger zählten jetzt größere Türtafeln und Teppichboden zur Serienausstattung.
Die Motoren des VK entsprachen denjenigen im VJ, alle Vierliter-Hemi-Motoren erhielten aber die Doppelvergaser der 4,3 l-Motoren. Bei den Achtzylindern blieb es beim 5,2-Liter, der 5,9-Liter war für alle Modelle lieferbar, erwies sich aber als wenig beliebt. Das Dreiganggetriebe mit Lenkradschaltung gab es zwar noch, wurde aber (außer im Ute) selten geordert; das Dreiganggetriebe mit Mittelschaltung wurde nicht mehr angeboten. Ein Vierganggetriebe mit Mittelschaltung war für alle Modelle im Programm, die V8-Versionen hatten serienmäßig Automatik.
Gegen Ende der Bauzeit legte Chrysler eine limitierte Sonderserie des Charger auf, den White Knight Special mit großem Frontspoiler und einigen kosmetischen Extras. 200 Exemplare dieses Modells wurden gebaut, 100 in Arktisweiß, 100 in Amaranthrot, 120 mit Automatik und 80 mit Vierganggetriebe.
Vom Valiant der VK-Serie liefen bis Juni 1976 20.555 Exemplare vom Band. Zum 1. Juli 1976 traten in Australien schärfere Abgasnormen in Kraft, was viele Hersteller zum Anlass nahmen, neue Modellreihen einzuführen.

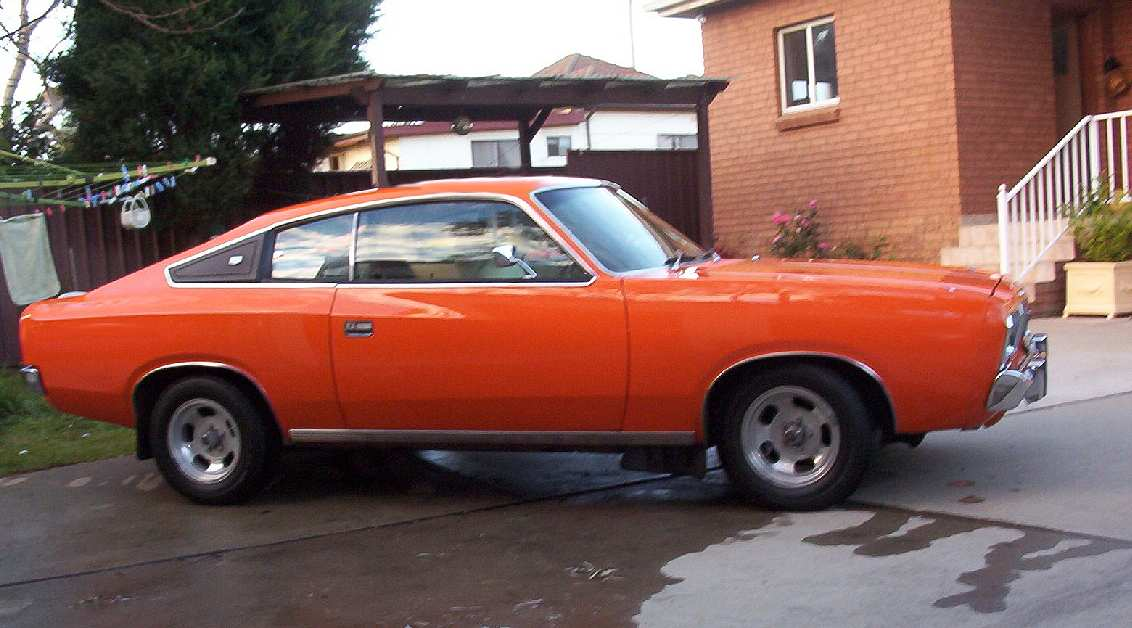
Chrysler Charger CL

### Serie CL (1976–1978)
Zur Jahresmitte 1976 erschien der Valiant der Serie CL, der zwar auf der bisherigen Karosserie aufbaute, aber zum ersten Mal seit dem VH komplett neue Front- und Heckpartien erhielt. Neu waren die Doppelscheinwerfer und der abgesetzte Kühlergrill sowie entsprechend geänderte Kotflügel und Motorhaube.
Das Grundmodell hieß nicht mehr Valiant Ranger, sondern einfach nur Valiant, den eingestellten Chrysler by Chrysler ersetzte der neue Regal SE. Den Charger gab es weiterhin, er trug, wie schon beim Vorgängermodell, nicht Valiant Charger, sondern Chrysler Charger. Vom CL-Charger gab es aber nur mehr eine einzige Version, den Charger 770. Gegen Ende der Bauzeit produzierte Chrysler erneut ein Charger-Sondermodell, den Charger Drifter. (Ein Charger XL wurde zwar gebaut, aber ausschließlich an die Polizei verkauft.) Neu war der Panel Van, ein Ute mit kastenförmigem Aufbau, mit dem Chrysler entsprechenden Angeboten von Holden und Ford Paroli bieten wollte.
Das Interieur des CL wurde vom VK übernommen, beim Regal SE fiel die Ausstattung besonders üppig aus. Gegen Aufpreis waren Lederbezüge lieferbar. Das Grundmodell besaß den Bandtacho des Vorgängers Ranger, beim Regal saßen Rundinstrumente inklusive Uhr in einem mit Holzfolie beklebten Armaturenbrett. Das Armaturenbrett des Charger 770 entsprach der Ausführung im Regal, war aber in Schwarz gehalten und besaß einen Drehzahlmesser anstelle der Uhr.
Motorseitig entfielen der kleine 3,5 l-Hemi-Sechszylinder und der 5,9 l-V8; im Programm verblieben somit der 4,0 l-Hemi (mit niedriger oder hoher Verdichtung), der 4,3 l-Hemi und der 5,2 l-V8. Bei den Getrieben standen ein Drei- oder Vierganggetriebe und die Dreigangautomatik zur Wahl, jeweils mit Schalt- bzw. Wählhebel am Lenkrad oder zwischen den Sitzen. Die meisten Regal und alle Regal SE erhielten die Automatik mit Mittelwählhebel.
Eine auf 400 Stück begrenzte Sonderserie, der Regal LeBaron, erhielt einige mechanische Verbesserungen, etwa einen dickeren Querstabilisator an der Vorderachse, wodurch der Wagen eine wesentlich bessere Straßenlage aufwies. Den LeBaron gab es nur in Silber mit rotem oder blauem Interieur und wahlweise mit dem 4,3 l-Hemi oder dem 5,2 l-V8. Bei letzterem sorgte eine elektronische Zündungskontrolle (Electronic Lean Burn) für Verbräuche, die bei zurückhaltender Fahrweise angeblich 25–30 % geringer ausfielen.
Ferner lancierte Chrysler eine limitiert aufgelegte Sportlimousine namens GLX mit Charger-Kühlergrill und -Armaturenbrett, speziellen Stoffsitzbezügen, Alufelgen und schwarz eloxierten Chromleisten um die Fenster. Den GLX gab es ebenfalls mit dem 4,3- oder dem 5,2 l-Motor.
Schließlich bot Chrysler den CL-Charger auch als limitierten Charger Drifter an (Drifter-Sondermodelle gab es auch bei den Ute- und Panel Van-Modellen). Für 816 Dollar erhielt man unter anderem Sonderlackierung (Orange, Gelb, Weiß oder Gold) und auffällige Zierstreifen an den Seiten (bei Exemplaren in Weiß zusätzlich Zierstreifen auf dem Kofferraumdeckel). Auch hier waren der 4,3 l-Hemi und der 5,2 l-V8 lieferbar, allerdings nur mit Vierganggetriebe.
Vom CL-Valiant liefen 36.672 Exemplare vom Band.

### Serie CM (1978–1981)
Der CM-Valiant ging 1978 in Produktion und unterschied sich kaum vom CL. Den CM gab es nur noch als Limousine und Kombi.
Hauptvorzug des CM waren die Motoren (4,0- und 4,3 l-Hemi-Sechszylinder und 5,2 l-V8), die dank des elektronischen Lean-Burn-Systems auffallend sparsam waren. Im Test eines Fachblattes verbrauchte ein Valiant mit dem Vierlitermotor weniger als ein Ford Cortina mit zwei Litern Hubraum.

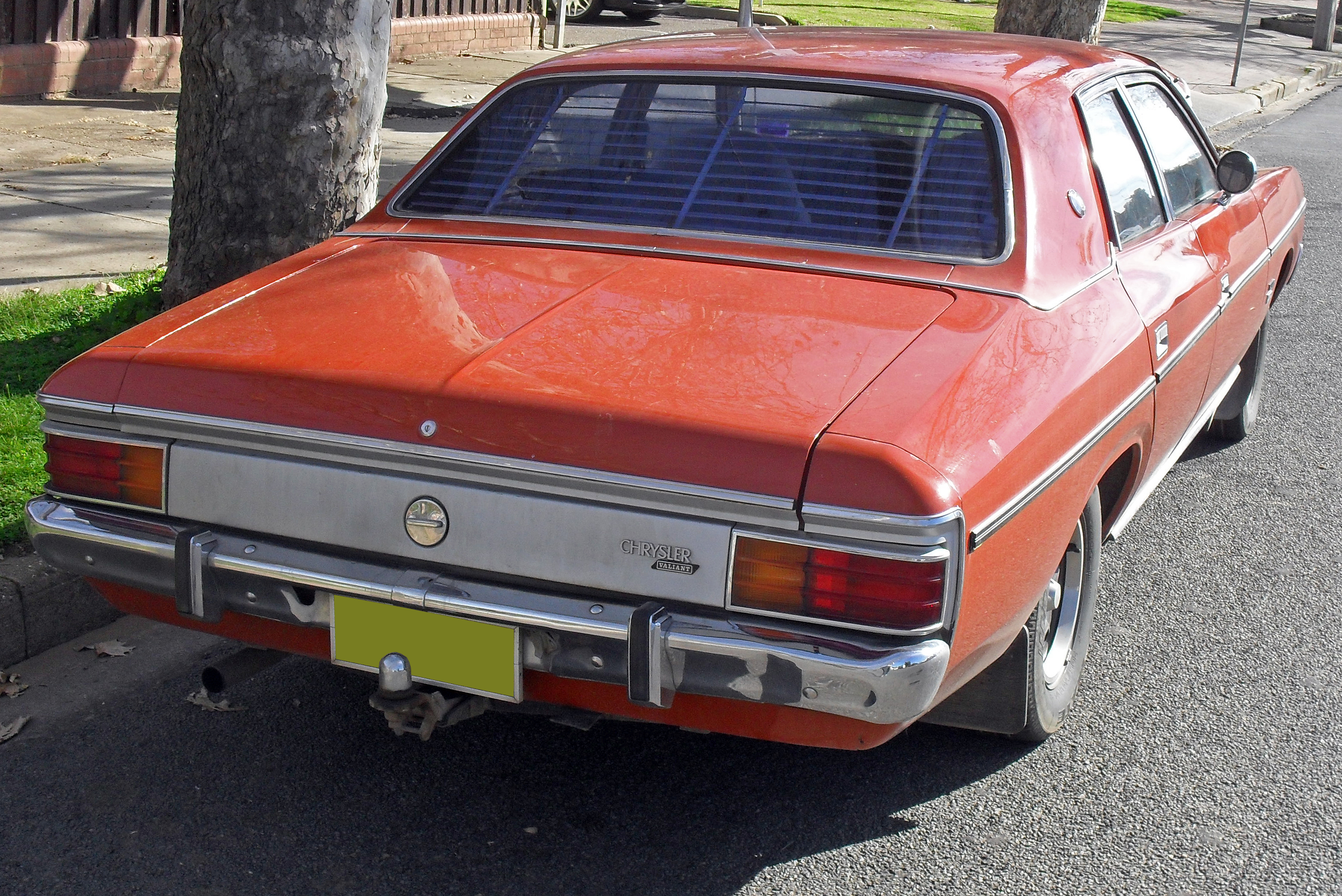
Heckansicht des Valiant CM

Nachdem Mitsubishi Chrysler Australia übernommen hatte, wurde die Herstellung des Valiant CM einstweilen fortgeführt. Mitsubishi konnte mit dem Valiant auch bei geringen Stückzahlen Gewinn machen, da die Kosten für die Pressen schon lange amortisiert waren. Vermarktet wurde der Wagen auch unter Mitsubishi-Regie als Chrysler Valiant.
Die Herstellung des Chrysler Valiant endete im August 1981 nach 16.005 Exemplaren.